# Romey Gill
Romey Singh Gill (Moga, 1979 – Ludhiana, 24 juni 2009) was een Punjabi zanger. Hij had in India hitsongs met liedjes als 'Jogan Ho Gayi Aan' en 'Hun Tere Nakhre te Gabhru Mar Mar Jaan'.
Gill overleed aan de gevolgen van een hartstilstand. Hij was getrouwd en had twee kinderen.

## Discografie
| Jaar | Album                  | Platenlabel                 | Info      | Muziek                        |
| ---- | ---------------------- | --------------------------- | --------- | ----------------------------- |
| 2006 | Bhangra Renaissances   | Music Waves                 | Tracks 14 |                               |
| 2005 | Mitraan De Chaatri Ni  | R2 Records                  | Tracks 8  |                               |
| 2004 | Sun Nakhre Waliye      | Ting Ling                   | Tracks 8  |                               |
| 2003 | Jogan Hogaye Ve        | T-Series                    | Tracks 8  |                               |
| 2002 | Nakhra Chari Jawani Da | T-Series                    | Tracks 8  | Onkar Singh Meenakshi Jawanda |
| 2001 | Jeeto                  | Kismet Records Moon Records | Tracks 8  |                               |
| 2000 | Tere Gidde Ne          | Tracks 10                   |           |                               |

## Duo's
| Jaar | Album                                  | Platenlabel                                   | Song              | Muziek      |
| ---- | -------------------------------------- | --------------------------------------------- | ----------------- | ----------- |
| 2015 | Birmingham Premier 2 met Dr. Zeus      | MovieBox/Speed Records                        | Punjab Bolda Haan | Dr. Zeus    |
| 2011 | International Villager met Honey Singh | Speed Records MovieBox Records Planet Recordz | Yaad              | Honey Singh |
| 2010 | Extended Play met Tigerstyle           | Dhol Vajda                                    | Tigerstyle        |             |
| 2008 | Groundshaker 2 met Aman Hayer          | Genre Records Speed Records Planet Recordz    | Puch Bhabiye      | Aman Hayer  |

## Religieus
| Jaar | Album                  | Platenlabel | Info     | Muziek |
| ---- | ---------------------- | ----------- | -------- | ------ |
| 2002 | Rang Badle Talwaran De | T-Series    | Tracks 9 |        |

## Postuum verschenen werk
| Jaar | Album         | Platenlabel   | Info        | Muziek       |
| ---- | ------------- | ------------- | ----------- | ------------ |
| 2016 | Munda Mehndi  | T-Series      | Tracks 9    | DJ Flow      |
| 2014 | Sher Ban Ke   | T-Series      | Tracks 9    | Bhinda Aujla |
| 2011 | Gal Sun       | Indya Records | Rohit Kumar |              |
| 2009 | Punjabi Shake | Goyal Music   | Tracks 8    |              |